# Велибеков, Джафар Мехти оглы
Велибеков Джафар Мехти оглы  (1907, Агаракаван, Кавказское наместничество — 1981, Баку) — Первый секретарь парткома Амасийского района, заслуженный журналист Армянской ССР (1971).

## Жизнь и деятельность
Джафар Велибеков родился в 1907 году в селе Агаракаван Талинского района. Джафар Велибеков, с краткими перерывами, в течение примерно 20 лет был редактором газеты (в начале «Гызыл шафаг», а затем «Совет Эрменистаны»). В 22 года он был директором Иреванского тюркского драматического театра, в 25 лет секретарем комитета комсомола Басаркечарского района, затем редактором издававшейся в Амасийском районе газеты «На скотоводческом фронте», а позднее работал на должности секретаря Амасийского райкома партии. С 1938 по 1947 год Джафар Велибеков проработал редактором газеты «Совет Эрменистаны», а в 1947—1949-х годах стал первым секретарем Гарабагларского райкома партии. В 1949 году Джафар Велибеков вновь был назначен на должность редактора газеты «Совет Эрменистаны» и руководил коллективом редакции до 1961 года.
Умер в 1981 году в Баку.